# Cirrhilabrus rubrisquamis
Cirrhilabrus rubrisquamis – gatunek ryby okoniokształtnej z rodziny wargaczowatych. 

## Występowanie
Występuje na głębokości od 30 do 150 m w ekosystemach raf koralowych w archipelagu Czagos na Oceanie Indyjskim. W 2022 roku populację występującą na Malediwach i wokół Sri Lanki, uznawaną dotąd za Cirrhilabrus rubrisquamis, wydzielono do nowo opisanego gatunku o nazwie Cirrhilabrus finifenmaa.